# Propynyllithium
Le propynyllithium est un composé chimique de formule CH3–C≡CLi. Il se présente sous la forme d'un solide blanc qui se décompose au contact de l'air ou de l'humidité, soluble dans le diméthoxyéthane CH3OCH2CH2OCH3 et le tétrahydrofurane C4H8O (THF). Afin de prévenir sa dégradation par l'air et l'humidité, le propynyllithium est manipulé sous atmosphère inerte d'azote ou d'argon. C'est un organolithien employé comme réactif en synthèse organique pour introduire le synthon propynyle à des molécules organiques sur des groupes carbonyle d'aldéhydes, de cétones ou de chlorures d'acide pour donner respectivement des alcools secondaires, des alcools tertiaires et des cétones. De telles réactions sont utilisées pour produire des molécules naturelles et synthétiques complexes, comme la mifépristone (RU 486). 
On peut le préparer in situ sous atmosphère d'azote en faisant réagir du propyne CH3–C≡CH avec du n-butyllithium CH3CH2CH2CH2Li dans le THF à −78 °C ou avec de l'amidure de lithium Li+NH2− dans un mélange éther diéthylique / ammoniac liquide à une température inférieure à −50 °C, ou en faisant réagir du 1,2-dibromopropane (en) CH3CHBrCH2Br avec trois équivalents de diisopropylamidure de lithium LiN[CH(CH3)2)]2 de −60 à 0 °C dans le THF,. La voie de synthèse la plus directe reste celle partant du 1-bromopropène (de) CH3–CH=CHBr avec le n-butyllithium, :
CH3–CH=CHBr (de) + 2 CH3CH2CH2CH2Li → CH3–C≡CLi + 2 CH3CH2CH2CH3 + LiBr.